# Wrzesień 2013

## 30 września
- Co najmniej 54 osoby zginęły w wybuchach 14 samochodów-pułapek w dzielnicach Bagdadu o przewadze ludności szyickiej, w tym w Mieście Sadra. (Reuters)
- W Kamerunie odbyły się dwukrotnie odkładane wybory parlamentarne. (Deutsche Welle)

## 29 września
- Rządząca koalicja socjaldemokratów i ludowców zwyciężyła w wyborach parlamentarnych w Austrii. Dalsze miejsca zajęły Wolnościowa Partia Austrii, Zieloni, Team Stronach oraz NEOS – Nowa Austria.[1]
- W Nigerii dwóch bojówkarzy z ugrupowania Boko Haram zastrzeliło przynajmniej 50 studentów podczas nocnego ataku na uczelnię rolniczą w regionie Gujba w stanie Yobe.[2][3]
- Liczba ofiar zawalenia się budynku w indyjskim Mumbaju wzrosła do co najmniej 61 zabitych i 32 rannych. Przerwano również akcję poszukiwawczą kolejnych zabitych. (The Times of India, BBC, wp.pl)
- W wyniku wybuchu samochodu-pułapki w pobliżu posterunku policji w Peszawarze zginęło co najmniej 31 osób, a około 70 zostało rannych. (wp.pl)
- W irackim mieście Musaib, znajdującym się 50 km od Bagdadu zginęło co najmniej 30 osób, a ponad 40 zostało rannych w ataku samobójczym na szyicki meczet. (RMF24)
- Zakończyły się rozgrywane we Włoszech mistrzostwa świata w kolarstwie szosowym. W klasyfikacji medalowej pierwsze miejsce zajęli Holendrzy przed Belgami. (toscana2013.it)
- Tryumfatorami zakończonych Mistrzostw Europy w piłce siatkowej mężczyzn została reprezentacja Rosji, która pokonała w finale Włochów 3:1[4].

## 28 września
- W północno-wschodniej Nigerii rebeliant z islamistycznego ugrupowania Boko Haram zabił co najmniej 27 osób w dwóch atakach na miasto Gamboru w stanie Borno[5]. (Reuters)
- Liczba ofiar trzęsienia ziemi, które wystąpiło 24 września w Pakistanie, zwiększyła się do 515 zabitych oraz 700 rannych. Ponadto 100 tys. ludzi pozostało bez dachu nad głową. Odnotowano również wiele wstrząsów wtórnych. (AP via Fox News, Al Jazeera America, The Indian Express, CNN)
- Nikolaos Michaloliakos, lider skrajnie prawicowej greckiej partii Złoty Świt, zostaje aresztowany pod zarzutem tworzenia organizacji przestępczej[6]. (BBC)
- We Włoszech rozpadł się rząd koalicyjny centroprawicy i centrolewicy po tym, jak do dymisji podało się pięciu ministrów z partii Silvio Berlusconiego, Ludu Wolności. (Polskie Radio, Reuters)
- 23-letnia Filipinka Megan Young została wybrana Miss World 2013[7].

## 27 września
- W Pakistanie na północ od Peszawaru w detonacji bomby w zatłoczonym autobusie zginęło 19 pracowników rządowych, a 45 zostało rannych. (The Telegraph)
- Statek przewożący uchodźców z Indonezji do Australii zatonął u wybrzeży zachodniej części wyspy Jawa. W wyniku tego utonęły 22 osoby, 75 zostało uznanych za zaginione, a 31 uratowanych. (ABC News Australia, wp.pl)
- W indyjskim mieście Mumbaj doszło do zawalenia się budynku, w wyniku czego zginęło co najmniej 13 osób, a 26 zostało rannych i uwięzionych w ruinach[8]. (CNN)
- Francuska policja aresztowała w Paryżu sześć osób, podejrzanych o kradzież 1.600.000 euro w sztabkach z samolotu Air France w dniu 19 września[9].
- Golfista Tiger Woods został po raz 11. uznany najlepszym golfistą roku w cyklu US PGA Tour. (Eurosport, Reuters)
- Emerytowana pływaczka paraolimpijska Natalie du Toit została odznaczona Orderem Imperium Brytyjskiego. (SAPA via News24)

## 26 września
- Interpol poszukuje Angielki Samanthy Lewthwaite, zwanej „Białą Wdową”, która jest podejrzana o branie udziału w przygotowaniach ataku terrorystycznego w Nairobi. (Gazeta Prawna, gazeta.pl)
- W ataku bojowników na posterunek policji w indyjskim stanie Dżammu i Kaszmir ginie 12 osób. (Reuters)
- Bojownicy Asz-Szabab zaatakowali dwa kenijskie miasta w pobliżu granicy z Somalią. (USA Today)
- W wyniku zamachów bombowych na targowiska w Bagdadzie zginęły 23 osoby, a kilkadziesiąt zostało rannych. (wp.pl)
- W stolicy Sudanu podczas ulicznych protestów przeciwko obniżkom dotacji do paliw zginęło 27 osób. (wp.pl)
- Na wybrzeżu Peru wystąpiło trzęsienie ziemi o sile 7 stopni w skali Richtera. Epicentrum znajdowało się 46 km pod dnem Oceanu Spokojnego i 40 km na południe od dystryktu Acari. (TVN Meteo, onet.pl)

## 24 września
- W wyniku zamachu terrorystycznego w Nairobi liczba ofiar wzrosła do 67 osób, a ponad 240 zostało rannych. Wśród ofiar było również około 20 obywateli innych państw. W wyniku akcji wojska w centrum handlowym zabito pięciu zamachowców, a 11 aresztowano.[10] (wp.pl, tvp.info)
- Prezes NBP Marek Belka zaprezentował na konferencji prasowej nowe banknoty ze zmodernizowanymi zabezpieczeniami, które wejdą do obiegu w kwietniu 2014 r. Zmienione zostaną banknoty o nominałach 10 zł, 20 zł, 50 zł i 100 zł (200 zł pozostanie bez zmian).[11]
- W południowo-zachodniej części Pakistanu miało miejsce trzęsienie ziemi o sile 7,7 stopnia w skali Richtera. Epicentrum znajdowało się niedaleko miasta Dalbandin w prowincji Beludżystan. W wyniku trzęsienia ziemi zginęło co najmniej 55 osób. (RMF24, tvp.info)
- 21 prowincji w Tajlandii zostało dotkniętych powodziami, w wyniku czego ponad 600 tysięcy ludzi znalazło się na zagrożonych terenach[12].
- Mimo bojkotu opozycji Parlament ponownie wybrał Hun Sena na premiera Kambodży[13].
- Setki fabryk odzieżowych w Bangladeszu zostało zamkniętych w wyniku strajku pracowników, żądających wyższych wynagrodzeń. (Bloomberg)

## 23 września
- Egipskie Bractwo Muzułmańskie otrzymało sądowy zakaz działalności, a jego majątek został skonfiskowany. (TVN24, Archive.is, Reuters)
- W wyniku przejścia tajfunu Usagi przez Hongkong i południowe Chiny zginęło co najmniej 25 osób. Natomiast na Filipinach w wyniku burzy zginęło kolejnych 8 ludzi.[14][15]
- W wieku 63 lat zmarł polski kolarz szosowy Stanisław Szozda, zwycięzca Wyścigu Pokoju i Tour de Pologne, medalista olimpijski i mistrzostw świata[16].
- Giełda Papierów Wartościowych wprowadziła nowy indeks WIG30, w skład którego wchodzi 30 największych spółek giełdowych. Ma on zastąpić dotychczasowy WIG20, który będzie publikowany jeszcze do 31 grudnia 2015 r.[17]

## 22 września
- W Niemczech odbyły się wybory do Bundestagu, które z wynikiem 41,5% (311 posłów na 630 miejsc) wygrała prawicowa koalicja CDU/CSU pod przewodnictwem Angeli Merkel. Do parlamentu dostały się też lewicowe SPD, Die Linke oraz Związek 90/Zieloni, natomiast po raz pierwszy w historii partii nie udało się to, współrządzącym przed wyborami, liberalnym Wolnym Demokratom.[18] (wp.pl, TVN24)
- Bo Xilai, były członek biura politycznego Komunistycznej Partii Chin i I sekretarz w Chongqingu, został uznany winnym wszystkich stawianych mu zarzutów i skazany na dożywotnie więzienie. (wyborcza.pl, TVN24, archive.is)
- W Pakistanie zamachowiec samobójca dokonał ataku na kościół katolicki w Peszawarze, zabijając co najmniej 78 osób i raniąc ponad 100. (BBC, tvp.info)
- W Los Angeles odbyła się 65. ceremonia wręczenia nagród Emmy. Za najlepszy serial dramatyczny został uznany Breaking Bad, a komediowy Współczesna rodzina.[19]
- Zakończyły się mistrzostwa Europy w koszykówce mężczyzn. Triumfowała w nich reprezentacja Francji, pokonując w finale Litwę wynikiem 80:66. (EuroBasket 2013)
- Zakończyły się rozgrywane w Budapeszcie mistrzostwa świata w zapasach[20].

## 21 września
- W ataku samobójczym w mieście Sadra – dzielnicy Bagdadu – zginęły 72 osoby, a 120 zostało rannych. (wp.pl, tvp.info)
- Powiązane z Al-Ka’dą somalijskie ugrupowanie Asz-Szabab dokonało zamachu terrorystycznego w stolicy Kenii. W wyniku ataku na centrum handlowe zginęło wówczas co najmniej 39 osób, a ponad 150 zostało rannych. (wp.pl)
- W północne Filipiny uderza tajfun Usagi, powodując powodzie, osunięcia ziemi oraz stwarza problemy z transportem, komunikacją i zasilaniem. (Reuters)

## 20 września
- Gra wideo Grand Theft Auto V staje się najszybciej sprzedającym się produktem w historii, osiągając sprzedaż na poziomie 1 miliarda dolarów w zaledwie trzy dni. Dotychczasowy rekord należał do gry Call of Duty: Black Ops II, która osiągnęła przychód 1 mld dolarów w 15 dni. (Eurogamer.pl, Reuters)
- W atakach terrorystycznych na bazy wojskowe w Jemenie zginęło co najmniej 56 żołnierzy i policjantów. (wp.pl, TVN24)

## 19 września
- Amerykański bank JPMorgan Chase zgodził się zapłacić karę 920 milionów euro trzem amerykańskim i jednemu brytyjskiemu regulatorowi w związku z aferą „London Whale” – Brunona Iksila handlującego CDSami w londyńskim biurze firmy – w wyniku której bank utracił 6,2 mld dolarów amerykańskich, a na jaw wyszedł zły nadzór wewnętrzny.[21][22]
- Co najmniej 19 osób zginęło w zamachu bombowym na autobus w środkowej Syrii. (tvp.info)
- W wieku 85 lat zmarł Hiroshi Yamauchi, człowiek, który z niewielkiej firmy zajmującej się produkcją kart do hanafudy, stworzył giganta branży elektronicznej rozrywki – Nintendo. (Benchmark, Puls Biznesu)

## 18 września
- Tony Abbott został zaprzysiężony na premiera Australii wraz ze swoim rządem[23]. (BBC)
- Przy pomocy rakiety Antares wystrzelono pojazd Cygnus Orb-D1 prywatnej Orbital Sciences Corporation z misją próbnego przycumowania do Międzynarodowej Stacji Kosmicznej. (wyborcza.pl, archive.is)
- Co najmniej 6 osób zginęło w Ottawie w wyniku zderzenia pociągu VIA Rail i piętrowego autobusu OC Transpo. (CTV)
- Zmarł Marcel Reich-Ranicki – niemiecki krytyk literacki i muzyczny polsko-żydowskiego pochodzenia, funkcjonariusz służb bezpieczeństwa PRL. (FAZ)
- W Los Angeles w wieku 70 lat zmarł Ken Norton, jeden z niewielu bokserów, którzy pokonali Muhammada Alego. (Gazeta Wyborcza, ESPN)

## 17 września
- Statek Costa Concordia, który zatonął na początku 2012 roku, zostaje podniesiony i ustawiony do pionu w pobliżu wyspy Giglio. Operacja podnoszenia statku trwała blisko dobę. (Gazeta Wyborcza)
- Abdul Kader Mullah, lider Bangladesh Jamaat-e-Islami zostaje skazany na śmierć za zbrodnie wojenne podczas wojny o niepodległość Bangladeszu w 1971 roku. (BBC)
- W Meksyku zginęło co najmniej 48 osób, a ponad 230 tysięcy zostało poszkodowanych w wyniku niemal jednoczesnego uderzenia burzy tropikalnej Manuel i huraganu Ingrid. (tvp.info, gazeta.pl)

## 16 września
- W dniach 16–29 września odbywają się 41. Drużynowe Mistrzostwa Świata w Brydżu Sportowym[24].
- ONZ potwierdza użycie sarin w atakach w Ghucie. (The Guardian)
- Stany Zjednoczone i Rosja zgadzają się na umowę, dotyczącą zniszczenia broni chemicznej w Syrii. Rząd prezydenta Baszszara al-Asada zgadza się na tę ofertę, natomiast opozycja syryjska nie. (AFP/Reuters via ABC News Australia)
- Samolot CS100 przedsiębiorstwa Bombardier Aerospace z powodzeniem realizuje swój pierwszy lot testowy z Portu lotniczego Montreal-Mirabel. (CBC)
- Bandyta Aaron Alexis otwiera ogień w waszyngtońskim Navy Yard, gdzie zabił 12 osób. Następnie sam ginie podczas strzelaniny z policją. (NBC, CNN, The Washington Post)
- W Japonię uderza tajfun o nazwie Man-yi, przynosząc ze sobą ulewne deszcze i powodzie. W wyniku tego nakazano ewakuację 260 tysięcy ludzi z zagrożonych terenów. (tvp.info)

## 15 września
- Reprezentujący grupę RadioShack-Leopard Amerykanin Chris Horner zwyciężył w 68. edycji wyścigu kolarskiego Vuelta a España. (Eurosport.onet.pl)
- W Afganistanie ginie co najmniej 27 górników w wyniku zawalenia się kopalni. (Reuters)
- Zgromadzenie wybiera Edi Ramę na premiera Albanii. (Reuters)
- W wyniku zamachów w Bagdadzie i prowincjach szyickich zginęło co najmniej 21 osób. (Reuters, Al Jazeera)
- W zamachach terrorystycznych w Iraku zginęło przynajmniej 58 osób, a 120 zostało rannych. Największy atak miał miejsce w mieście Al-Hilla, gdzie zginęło 29 osób (Wprost)
- Ponad 6 tysięcy ludzi uciekło po wybuchu wulkanu Sinabung, znajdującego się w północnej części Sumatry w Indonezji[25].

## 14 września
- Reprezentacja Rosji zwyciężyła w XXVIII Mistrzostwach Europy w Piłce Siatkowej Kobiet. W finale Rosjanki pokonały reprezentantki Niemiec wynikiem 3:1.[26]
- Japońska rakieta Epsilon zaliczyła swój pierwszy lot, wynosząc na orbitę satelitę Hisaki z Centrum Kosmicznego Uchinoura. (AFP)
- W ataku samobójczym w Mosulu w Iraku ginie 27 osób, a 50 zostaje rannych. (tvp.info)

## 13 września
- W Bagdadzie zginęło co najmniej 30 osób w wybuchu bomby w sunnickim meczecie. (AP via NZ Stuff)
- W  New Haven zmarł 95-letni major Tadeusz Karnkowski, były pilot 316 dywizjonu myśliwskiego Polskich Sił Powietrznych w Wielkiej Brytanii, odznaczony Orderem Virtuti Militari. (tvp.info, wp.pl)
- W wyniku pożaru w szpitalu psychiatrycznym w Rosji zginęło 37 osób. (tvp.info)

## 12 września
- Rząd Syrii złożył w ONZ dokumenty w sprawie przystąpienia do międzynarodowej Konwencji o zakazie broni chemicznej, która zakazuje jej produkcji i stosowania. (wp.pl, BBC)
- NASA poinformowała, że sonda kosmiczna Voyager 1 oficjalnie opuściła Układ Słoneczny, stając się tym samym pierwszym wytworem ludzkich rąk, który tego dokonał. (TVN24, BBC)

## 11 września
- W Hiszpanii setki tysięcy Katalończyków utworzyło 400-kilometrowy ludzki łańcuch, domagając się niepodległości dla swojego regionu. (wp.pl, The Washingont Post)

## 10 września
- Thomas Bach został wybrany na przewodniczącego Międzynarodowego Komitetu Olimpijskiego. (wp.pl)
- 10 tysięcy ludzi zostało przesiedlonych, a dziesięć tysięcy aresztowanych w wyniku trwającego sporu w indyjskim mieście Muzaffarnagar. (Times of India)
- US Open 2013 zakończył się zwycięstwem Rafaela Nadala nad Navakiem Đokoviciem 3:1 w finale singla mężczyzn[27].
- Apple prezentuje swoje nowe smartfony: iPhone 5C i IPhone 5s[28].
- Ataki bombowe skierowane zarówno w szyickich muzułmanów, jak i sunnitów, zabiły co najmniej 16 osób w Iraku. (Reuters)

## 9 września
- Centroprawicowa opozycja wygrała wybory parlamentarne w Norwegii, uzyskując bezwzględną większość w Stortingu. (BBC)
- Co najmniej 44 osoby zginęły, a 46 zostało rannych w wypadku autobusu w północnej Gwatemali. (Daily Mail)
- W Iranie dochodzi do zderzenia dwóch autobusów, w wyniku którego giną co najmniej 44 osoby. (GlobalPost)
- Tenisowy turniej US Open 2013: Serena Williams zdobyła swoje piętnaste wielkoszlemowe mistrzostwo w grze pojedynczej kobiet pokonując Wiktoryję Azarankę 2:1[29].

## 8 września
- W pobliżu miasta Jassy w Rumunii zginęło 11 osób w wyniku zderzenia minibusa z pociągiem. (Xinhua)
- Mohammad Bagher Ghalibaf zostaje wybrany po raz trzeci na burmistrza Teheranu. (Tabnak)

## 7 września
- Podczas 125. Sesji MKOl, Międzynarodowy Komitet Olimpijski ogłosił, że 32. Letnie Igrzyska Olimpijskie w 2020 roku odbędą się w japońskim Tokio[30].
- Wybory parlamentarne w Australii wygrała opozycyjna liberalno-narodowa Koalicja pod wodzą Tony’ego Abbotta, pokonując rządzącą Partię Pracy[31].
- US Open 2013: czeska para Hlaváčková/Hradecká wygrała turniej gry podwójnej kobiet.
- Egipska Armia rozpoczęła ważną operację, skierowaną przeciwko islamskim bojownikom w północnym Synaju. Ginie co najmniej 30 osób. (Reuters, CNN)
- W Somalii samochód-pułapka i zamachowiec-samobójca zabił 15 osób w pobliżu restauracji w Mogadiszu. Odpowiedzialność za atak przyjmuje Asz-Shabaab. (Reuters)

## 6 września
- Islamscy bojownicy uzbrojeni w karabiny i maczety zabijają co najmniej 20 osób w wioskach w północno-wschodniej Nigerii. (Reuters)

## 5 września
- W angielskim hrabstwie Kent w wyniku gęstej mgły dochodzi do karambolu, w którym zostaje rannych 68 osób i bierze udział ponad 130 samochodów. (BBC)
- W wieku 96 lat umiera Rochus Misch, ostatni żyjący świadek samobójstwa Adolfa Hitlera w Führerbunker. (The Washington Post)

## 4 września
- Ibrahim Boubacar Keïta został zaprzysiężony na nowego prezydenta Mali (BBC).
- W Słowenii rozpoczynają się 38. Mistrzostwa Europy w Koszykówce Mężczyzn. (NBC Sports)
- W południowej Japonii miało miejsce trzęsienie ziemi o sile 6,9 w skali Richtera. Epicentrum znajdowało się 580 km od Tokio, a jego ognisko na głębokości 400 km. Nie odnotowano ofiar śmiertelnych. (tvp.info)

## 3 września
- Microsoft przejmuje dział produkujący telefony komórkowe Nokia za sumę 7,17 miliardów dolarów[32]. (Gazeta.pl)
- Śmigłowiec egipskiej armii zabija 15 bojowników na półwyspie Synaj. (Reuters)
- Ariel Castro, porywacz trzech kobiet z Cleveland w Ohio, powiesił się w swojej celi więziennej. (TVN24, CNN)

## 2 września
- Meksykańskie siły rządowe aresztują Alberto Carrillo Fuentesa, będącego domniemanym dowódcą Kartelu Juárez. (The Telegraph)
- 64-letnia Amerykanka Diana Nyad jako pierwsza na świecie przepłynęła wpław Cieśninę Florydzką, pokonując ok. 177 km bez klatki zabezpieczającej przed rekinami[33]. (BBC)

## 1 września
- Trzęsienie ziemi o magnitudzie 5.9 zabiło cztery osoby w południowo-zachodnich Chinach. (CNN)